# Pterolophia plurialbostictica
Pterolophia plurialbostictica är en skalbaggsart som beskrevs av Stefan von Breuning 1974. Pterolophia plurialbostictica ingår i släktet Pterolophia och familjen långhorningar. Inga underarter finns listade i Catalogue of Life.